# هری فلاناگان
هری فلاناگان (انگلیسی: Harry Flanaghan; ۱۰ فوریهٔ ۱۸۹۶ – ۱۹۳۸ (۴۱−۴۲ سال)) بازیکن فوتبال بود.
از باشگاه‌هایی که در آن بازی کرده‌است می‌توان به باشگاه فوتبال گریمزبی تاون اشاره کرد.